# Ресторан Синђелић (Београд)
Ресторан Синђелић у Београду један је од најпопуларнијих београдских ресторана, који се налази на углу улица Господара Вучића и Војислава Илића. Ресторан припада општини Вождовац, мада је на самој граници са територијом општине Звездара. Одмах поред ресторана налази се стадион Фудбалског клуба „Синђелић“. У непосредној близини је и Архитектонско-техничка школа.
Ресторан је реновиран 2019. године.

## Име ресторана
Фудбалски клуб, као и ресторан добио је назив по Стевану Синђелићу, српском воводи и јунаку Првог српског устанка, који је погинуо у Бици на Чегру 1809. године.

## Посебност ресторана
Иако ресторан нема превише дугу традицију (тек нешто више од 20 година), стекао је завидну репутацију, пре свега због великог избора традиционалних јела која су сервирана у богатим порцијама, домаћинске атмосфере и квалитетне услуге.
Најзаслужнији за то што је „Синђелић“ постао један од најпознатијих места за окупљање био је његов власник Миленко Мики Аврамовић (1951-2021), из села Брезовице код Чачка, који је почетком деведесетих од оронулог кафанчета уз фудбалски клуб постепено стварао познати ресторан. Како наводи Вања Булић: „Један је од ретких „кафеџија овдашњих” са дипломом Економског факултета, усавршавао се у Америци, био први човек Дипломатског клуба у Београду, угоститељски сарађивао са краљевском породицом Карађорђевић...“